# فلوريان هابيل
فلوريان هابيل (بالألمانية: Florian Abel)‏ (14 أغسطس 1989 بأوبرهاوزن في ألمانيا - ) هو لاعب كرة قدم ألماني في مركز الوسط. لعب مع ألمانيا آخن وروت فايس أوبرهاوزن ونادي أوردينغن 05 ونادي فوبرتال الرياضي.

## وصلات خارجية
- فلوريان هابيل على موقع قاعدة بيانات كرة القدم.إي يو (الإنجليزية)
- فلوريان هابيل على موقع بيانات كرة القدم. دي إي (الألمانية)
- فلوريان هابيل على موقع عالم كرة القدم.نت (الإنجليزية)